# 2019년 베네수엘라 대통령 위기
2019년 베네수엘라 대통령 위기는 2018년 베네수엘라 대통령 선거가 부정 선거였다며 무효를 선언한 야권 지도자 후안 과이도 국회의장과 이에 저항하는 니콜라스 마두로 대통령과의 정치적 분쟁이다. 미국은 과이도를, 러시아는 마두로를 지지하고 있다.

베네수엘라의 대통령 지위에 관한 국가별의 입장
베네수엘라
과이도 인정
국회 지지
마두로 인정
중립

## 역사
2018년 5월, 2018년 베네수엘라 대통령 선거가 조기에 실시되었다. 니콜라스 마두로 현직 대통령이 68% 득표율로 재선되면서 2번째 임기를 시작했다. 당시 주요 야당 인사 대다수는 수감되거나 선거에 출마할 수 없도록 가택연금 조치 등이 취해졌다. 대통령 선거가 종료되고 나서, 야권의 유력 후보들은 가택 연금과 수감 등으로 나설 수 없는 상황에서 치러졌다며 대통령 선거가 무효임을 선언하고 마두로 퇴진 운동을 벌여왔다.
베네수엘라 헌법에 따르면 대통령이 공석일 때 30일 이내에 대통령 선거를 치러야 하며 그 사이에 국회의장이 임시 대통령직을 수행한다. 2019년 1월까지만 해도 후안 과이도 국회의장이 누군지 아는 베네수엘라 국민이 20%도 채 안 되었다.
2019년 1월 23일, 후안 과이도 국회의장은 베네수엘라 수도 카라카스에서 열린 대규모 반정부 시위에서, 마두로 대통령이 행사하던 국가원수 권한을 인수한다고 선언했다. 그러면서, 과도정부 수반으로서 자유투표를 실시해 헌정 질서를 회복하겠다고 말했다. 이 선이 나온 즉시, 미국, 캐나다, 유럽 연합(EU), 아르헨티나, 콜롬비아 등은 과이도 정부를 인정했다.
도널드 트럼프 미국 대통령은 같은 날, 현재 베네수엘라 국회가 유일한 합법 기관이라면서, 과이도 의장의 임시 대통령 선언을 인정한다고 발표했다. 그러자 니콜라스 마두로 대통령은 미국이 이번 사태의 배후에 있다며 미국과의 단교를 선언하고 72시간 내 미국 외교관들의 출국을 명령했는데, 미국은 마두로 정권이 그럴 자격이 없다며, 이를 무시했다.
2019년 1월 24일, 후안 과이도 국회의장은 "누구든지 베네수엘라의 헌정 질서를 되돌리는 데 도움을 줄 경우 사면을 고려하겠다"고 말했다. 마두로 대통령의 하야를 전제로 더 이상 책임을 묻지 않겠다는 의사를 공표했다. 독일, 프랑스, 영국, 스페인, 포르투갈, 네덜란드, 벨기에 등 EU 주요 7개국은 마두로 대통령이 2019년 2월 3일까지 대통령 선거 재실시를 발표하지 않으면 과이도 의장을 임시대통령으로 인정하겠다고 경고했다.
2019년 2월 2일, 최초로 현역 장군이 과이도 국회의장을 공개 지지했다. 베네수엘라 공군의 프란시스코 야네스 장군은 유튜브에 공개된 동영상에서 마두로 대통령을 '독재자'로, 과이도 의장을 '대통령'으로 부르며 과이도 의장에 대한 지지 의사를 밝혔다. 그는 또 "베네수엘라 군부의 90%가 마두로에 반대한다"고 주장했다. 하지만 베네수엘라 공군 참모총장은 야네스의 배반을 비판하며, 그가 공군 사령부 전략 기획 책임자라서 실제로 그의 지휘를 받는 군인은 없다고 주장했다.
니콜라스 마두로 대통령은 이러한 대통령 선거 불복이 야당의 쿠데타 시도라면서, 2020년에 실시될 예정인 총선거를 2019년에 조기에 실시하여 후안 과이도 국회의장을 교체하겠다는 입장이다.

## 대통령의 실정
석유는 베네수엘라 수출 소득의 96%를 차지하고 예산의 절반을 충당할 만큼 절대적인 비중을 차지하고 있다. 베네수엘라는 특히 미국에 중요한 원유 공급처로, 베네수엘라가 수출하는 원유의 약 41%가 미국에 수출된다. 베네수엘라는 확인 매장량으로 세계 최대의 석유를 보유하고 있고, 금 매장량도 세계 최대임을 입증하는 절차를 밟고 있다. 가스 매장량은 세계 4위, 다이아몬드와 알루미늄 등 매장량도 엄청나다.
1922년 로열 더치 쉘의 지질조사팀이 베네수엘라에 엄청난 석유자원이 매장되어 있다는 사실을 발견했다. 이 때부터 베네수엘라는 세계 1위 석유 보유량의 국가가 되어, 석유로 엄청난 돈을 벌었다. 베네수엘라의 경제는 석유에만 의존하기 때문에 유가가 폭락하면 순식간에 경제가 망한다는 약점을 갖고 있었다. 베네수엘라는 1980년대에 유가 하락으로, 1989년에는 국가부도로 IMF 구제 금융을 받았다. 이로 인해 베네수엘라에서는 서방 강대국들의 경제 약탈이 발생했다.
1992년 육군 공수부대 중령이던 우고 차베스와 젊은 장교들이 쿠데타를 시도했지만, 실패했다. 그러나 대중의 인기가 높아서 1998년 우고 차베스 대통령이 처음 당선되고 나서, 사회주의를 선언하고, 극단적인 반미주의 정책을 실시했다.
베네수엘라는 2012년부터 시작된 유가 하락의 직격탄을 맞았다. 2012년 10월 대통령 선거에서 우고 차베스 대통령이 4선에 성공했다. 하지만 암 투병 중이었던 차베스가 위독해지면서 2013년 1월 10일에 열릴 예정이던 취임식을 무기한 연기하였다. 우고 차베스 대통령은 니콜라스 마두로 부통령을 자신의 후계자로 지목했다. 니콜라스 마두로는 2013년 3월 5일에 향년 59세를 일기로 사망한 우고 차베스의 뒤를 이어 베네수엘라의 대통령으로 취임했다.
2018년 5월 7일, 우파 야권이 장악한 베네수엘라 국회가 발표한 자료에 따르면 2017년 5월 1일부터 2018년 4월 30일까지 1년간 소비자 물가는 13,779% 상승하면서 137배 정도 폭등했다.

## 같이 보기
- 2014–2017년 베네수엘라 시위
- 2019년 베네수엘라 봉기